# Lake Point Tower
De Lake Point Tower is een wolkenkrabber in Chicago, Verenigde Staten. De woontoren is door George Schipporeit en Alfred Caldwell ontworpen. Het gebouw was de hoogste woontoren van 1968 tot 1971.

## Geschiedenis
De constructie van het gebouw begon in 1964 en werd in 1968 voltooid. In 1969 kreeg het gebouw de "Distinguished Building Award" van de Chicago chapter of the American Institute of Architects. In 1970 kregen de architecten van het American Institute of Architects de "Honor Award". In 1994 gaf de Chicago chapter of the American Institute of Architects de Lake Point Tower de "25 Year Award".
Op 20 april 2004 brak er brand uit op de veertiende verdiepingen. Hierbij raakte één persoon gewond.

## Ontwerp
De Lake Point Tower is 196,6 meter hoog en telt 70 verdiepingen. Hiermee is het het laagste gebouw ter wereld van 70 lagen. Het gebouw heeft een bruinige kleur en bestaat uit drie vleugels, elk 120 graden gedraaid ten opzichte van elkaar. De vleugels zijn gebogen zodat de inwoners niet bij elkaar naar binnen kunnen kijken. Op de top van het gebouw vindt men een ronde opbouw, waarin een restaurant zich bevindt.
Het gebouw staat op een podium. Op dit podium vindt men het 10.117,14 vierkante meter grote Skyline Park. Alfred Caldwell ontwierp alle tuinen die op het dak te vinden zijn. De tuinen bevatten onder andere een eendenvijver, een speeltuin en een waterval.
Het gebouw bevat negen liften en 752 woningen. Vroeger was dit aantal 879. De gevel van het gebouw bevat 11.310 ramen.